# Kimagure Orange Road
Kimagure Orange Road (きまぐれオレンジ☆ロード, Kimagure Orenji Rōdo, abreviat KOR), és un manga de comèdia romàntica escrit i il·lustrat per Izumi Masumoto. Es va publicar a la revista Weekly Shōnen Jump de 1984 a 1987, i els capítols foren recollits en 18 volums tankōbon per Shueisha. L'editorial Glénat va publicar el manga complet en llengua catalana en un total de 10 volums.
Studio Pierrot va crear un anime a partir d'una adaptació d'una pel·lícula de 1985, i es va estrenar a Nippon Television de 1987 a 1988. Dos pel·lícules més es van emetre el 1988 i 1996, així com una sèrie d'original video animations que van començar el 1989. A mitjans dels anys 90, la sèrie va ser novel·litzada. Televisió de Catalunya ha emès (i reemès) l'anime complet, la primera pel·lícula i les OVAs en català.

## Argument
La història comença amb la mudança a una ciutat fictícia propera a Tòquio d'una família japonesa formada per un pare vidu (en Takashi Kasuga), tres fills (en Kyōsuke, la Manami i la Kurumi) i un gat anomenat Jingoro. El mateix dia que arriben a la ciutat, en Kyōsuke surt a passejar per conèixer els voltants de la seva nova casa i li ocorre una cosa que li canvia la vida completament: coneix a una noia molt bonica (la Madoka Ayukawa) al capdamunt d'una escalinata d'un parc i amb la qual, més endavant, comparteix classe a l'institut. En Kyōsuke s'adona que la personalitat de l'Ayukawa és bastant complexa, ja que no es comporta igual quan estan sols que quan es troben a l'institut. La Hikaru Hiyama, amiga de l'Ayukawa, s'encapritxa d'en Kyōsuke i li proposa que surtin junts. En Kyōsuke, caracteritzat per ser un jove molt indecís, accepta la seva invitació al principi, però més endavant s'adona que sempre està pensant en la Madoka Ayukawa i farà tot el possible per aconseguir acostar-se a ella.

## Anime
Kimagure Orange Road fou adaptat a una sèrie d'anime emesa per Nippon Television, animada per Studio Pierrot i dirigida pel tècnic veterà Osamu Kobayashi amb els dissenys dels personatges d'Akemi Takada i guions de Kenji Terada, amb Narumi Kakinouchi afegint feina de disseny a l'anime. El 2004, la sèrie (incloses les 8 OVAs i la primera pel·lícula) va ser doblada al català per Televisió de Catalunya, i posteriorment emesa pel K3, dins del programa 3xl.net.

## Manga
El manga de Kimagure Orange Road va ser escrit i il·lustrat per Izumi Matsumoto i serialitzat al Weekly Shōnen Jump entre 1984 i 1987. Entre 2009 i 2010, l'editorial Glénat/EDT va publicar la traducció del manga al català, amb un total de 10 volums.

## Personatges

### Kyōsuke Kasuga
En Kyōsuke Kasuga (春日 恭介, Kasuga Kyōsuke) és el noi protagonista del triangle amorós. Ell i les seves germanes tenen poders sobrenaturals, anomenats "els Poders". Tenen prohibit de fer-los servir en públic, per evitar ser descoberts i abusar-ne. Cada cop que algú ha descobert que tenien poders, la família s'ha hagut de mudar immediatament. Els poders d'en Kyōsuke són, entre d'altres, teleportació, telequinesi i viatjar en el temps després de caure d'un lloc alt o per les escales. Amb aquests poders, en Kyōsuke pot alterar aparells mecànics com ascensors o semàfors, dirigir els seus els seus poders a les seves orelles per amplificar la seva oïda. En Kyōsuke també té un poder d'hipnosi que es descobreix quan s'autosuggestiona per ser més decidit. D'altra banda, rarament utilitza els poders per millorar de forma temporal la seva velocitat o força. També rarament (normalment quan la Madoka és amenaçada) els seus poders tenen la forma d'energia que pot destrossar parets o apagar totes les llums d'una discoteca.
En Kyōsuke és una persona dolça i una mica beat (quan veu fumar la Madoka, la renya). Degut a la seva indecisió, es provoca el triangle amorós amb la Hikaru i la Madoka. Inicialment, és incapaç de decidir entre els seus sentiments per una de les dues noies. No obstant això, mentre la història progressa, es va adonant que realment estima la Madoka, però es veu incapaç d'acabar amb la relació amb la Hikaru per por a ferir els seus sentiments i destruir la seva amistat amb la mateixa Madoka.
En Kyōsuke és doblat per Carles Lladó en la versió catalana.

### Madoka Ayukawa
La Madoka Ayukawa (鮎川 まどか, Ayukawa Madoka) és el típic personatge fantasiós ("kimagure"). Està enamorada secretament d'en Kyōsuke, i és la millor amiga de la Hikaru (que també està enamorada d'en Kyōsuke). Es diu que sembla molt adulta malgrat anar a secundària.
Quan la Madoka coneix per primer cop en Kyōsuke, sembla que és una noia maca i dolça. Això contrasta amb la seva personalitat a l'escola, on és freda i temuda tant pels estudiants com per les estudiants com si fos una delinqüent juvenil (sukeban). A la sèrie de televisió se l'anomena "Madoka, la de la pua" degut a la seva habilitat de llançar pues de guitarra com un shuriken. Malgrat la seva reputació, la Madoka és una alumna amb excel·lents capacitats acadèmiques i atlètiques. És capaç de treure bones notes a l'escola i a la vegada, treballar en temps parcial al cafè ABCB (pronunciat "abacabu").
Els pares de la Madoka són músics professionals, bondadosos però addictes a la feina, i sovint estan fora del Japó, per això ella viu en una casa familiar amb la seva germana gran. Quan la seva germana es casa i se'n va a viure a l'estranger amb el seu marit, la Madoka segueix vivint al mateix lloc però sola. La història inclou la seva transformació després de convertir-se en amiga d'en Kyōsuke. Això s'evidencia amb els canvis que pateix a la seva vida quan el coneix: deixa de fumar, i al manga altres personatges s'adonen que es torna més amable i millora acadèmicament després de l'arribada d'en Kyōsuke.
A l'últim capítol de l'anime (que passa cap al final del manga), es revela que la Madoka té un record molt especial d'un noi molt misteriós que va conèixer sota un arbre en el passat. Degut a ell, va canviar la seva aparença. Aquest noi va resultar ser en Kyōsuke del temps present, que havia viatjat al passat i que de fet, va expressar-li les seves preferències basat en la Madoka del temps real. Al final, la Madoka no descobreix que en Kyōsuke era l'home misteriós, però l'hi relaciona.
El creador Izumi Matsumoto va explicar que la inspiració per la Madoka van ser l'actriu Phoebe Cates i la cantant de pop japonesa Akina Nakamori. En la versió catalana, la veu de la Madoka fou de Rosa Guillén.

### Hikaru Hiyama
La Hikaru Hiyama (檜山 ひかる, Hiyama Hikaru) es presenta al principi com una noia desagradable, i més dura que la Madoka. Però una vegada es torna amiga d'en Kyōsuke, es descobreix que és amable, dolça i enèrgica, a més de ser molt lleial amb les persones que li importen. La Hikaru també és molt infantil, probablement perquè és filla única i ha estat sobreprotegida; quan està molt entusiasmada, tendeix a parlar com una nena, cosa que és vist de forma adorable segons els estàndards japonesos.
La Hikaru és dos anys més jove que la Madoka i en Kyōsuke, i celebra l'aniversari el mateix dia que en Kyōsuke; també va a la mateixa classe que en Yūsaku Hino i les germanes bessones d'en Kyōsuke. Està enamorada d'en Kyōsuke, que es preocupa d'ella però més com una germana petita que com una nòvia. La Hikaru ha estat la millor amiga (i pràcticament l'única amiga) de la Madoka durant molts anys (ella i en Yūsaku eren els únics que no li tenien por).
La Hikaru es va fer amiga de la Madoka quan un perdonavides va treure-li el seu collaret preferit, i la Madoka va veure-ho i va molestar el perdonavides fins que li va tornar a la Hikaru. Pel que fa al seu amor per en Kyōsuke, accidentalment el va veure fer un bàsquet espectacular gràcies als "Poders" (encara que no va ser obvi que els havia fet servir), i degut a la impressió, se n'enamora fortament. Sempre anomena a en Kyōsuke (fins i tot abans de conèixer com es diu) amb el nom de "Maco" (en l'original japonès, utilitza la paraula anglesa "Darling").
La Hikaru és doblada en català per Carmen Ambrós.

### Manami Kasuga
La Manami Kasuga (春日 まなみ, Kasuga Manami) és una de les germanes petites d'en Kyōsuke. És la que s'encarrega de fer les feines de la casa (cuinar, netejar i fer la bugada), però també té un costat rebel que ha de deixar anar de tant en tant. Els poders de la Manami són la teleportació i la telequinesi. El seu caràcter reservat fa que eviti fer servir els poders de forma excessiva, a menys que no sigui absolutament necessari.
En el manga, la Manami té molt d'afecte a la Madoka i li agradaria que acabés junta amb en Kyōsuke. A l'anime, però, no té cap preferència, malgrat que ella i la Kurumi solen demanar a en Kyōsuke que triï entre la Madoka i la Hikaru. Però fins i tot en el manga no és conscient de la situació entre en Kyōsuke i la Madoka.
La veu de la Manami a la versió catalana és d'Anna Orra.

### Kurumi Kasuga
La Kurumi Kasuga (春日 くるみ, Kasuga Kurumi) és la bessona univitel·lina de la Manami. És molt energètica i discutidora. També és capaç de fer sorgir aquestes quailitats en la Manami. La Kurumi sol crear expressions pròpies, que poden ser malinterpretades per altres persones. A més, és la persona més còmoda fent servir els seus poders, sovint fent-ho sense pensar en les conseqüències. El fet que la Kurumi utilitzés els seus poders per córrer 100 metres en 3 segons a la seva antiga escola va provocar que la família Kasuga s'hagués de mudar a la ciutat on es desenvolupa la sèrie. La Kurumi té els poders de teleportació, telequinesi i l'habilitat d'hipnotizar (essent normalment en Kyōsuke la seva víctima). Malgrat que sembla que la hipnosi la va aprendre d'un llibre, probablement és deguda als poders que té.
Al manga, la Kurumi vol que en Kyōsuke acabi amb la Hikaru. Però, de nou, la història en l'anime és diferent, ja que no mostra cap preferència malgrat que de vegades demana al seu germà que triï entre la Hikaru i la Madoka.
La veu de la Kurumi a la versió catalana és d'Ana Maria Camps.

### Takashi Kasuga
En Takashi Kasuga (春日 隆, Kasuga Takashi) és el pare d'en Kyōsuke. Treballa de fotògraf i no té poders. Va aconseguir casar-se amb l'Akemi gràcies a superar una prova de personalitat dels pares de l'Akemi, i després de la seva mort va pujar els seus tres fills pràcticament sol. La veu d'en Takashi Kasuga a la versió catalana és de Toni Pujós.

### Akemi Kasuga
És la mare d'en Kyōsuke, la Manami i la Kurumi i la dona d'en Takashi Kasuga. Va morir després de donar llum a les bessones. Els poders dels Kasuga venen de la seva família. Com que l'Akemi és l'única filla dels Kasuga (aparentment l'Akane i en Kazuya són fills dels seus cosins), el seu home va mantenir el nom familiar de Kasuga. Després que els avis demanessin a en Takashi de fer una tasca quasi impossible a les muntanyes per acceptar-lo completament, ella va fer servir els poders per ajudar-lo a conquistar els seus cors.

### Els avis Kasuga
Els avis materns d'en Kyōsuke, la Manami i la Kurumi viuen a les muntanyes, on administren un centre d'esquí. Ambdós són vidents, tenen poders (entre altres, teleportació i telequinesi) i tenen molta habilitat amb ells. Els seus noms mai són mencionats. Són molt amables i afectuosos, i l'avi també és entremaliat i luxuriós. En la versió catalana, l'avi és doblat per Francesc Alborch, i l'àvia, per Júlia Chalmeta.

### Màster
En Màster (マスター, Masutā) és el propietari del cafè ABCB, situat al carrer Orange (Orange Road) i el cap de la Madoka. És un dels pocs personatges que s'adona dels sentiments entre la Madoka i en Kyōsuke, i fa tot el possible per facilitar-los la relació. Al manga, tanca l'ABCB després de descobrir-se que la Madoka estava treballant allà (els estudiants de secundària del Japó no poden treballar). A les novel·les es descobreix que es reobre com un dels primers cibercafès de Tòquio. A la versió catalana, és doblat per Ramon Canals.

### Seiji Komatsu i Kazuya Hatta
En Seiji Komatsu ((小松 整司, Komatsu Seiji) i en Kazuya Hatta (八田 一也, Hatta Kazuya) són els dos amics d'en Kyōsuke, incompetents i obsessionats amb el sexe. També són xicots potencials de la Manami i la Kurumi, que no els acaben de rebutjar a l'espera que trobin alguna persona millor. No s'ha de confondre en Kazuya Hatta amb en Kazuya Kasuga. S'ha especulat que el nom d'en Komatsu també podria ser Masashi. A les novel·les, en Hatta es converteix en un mangaka, i en Kazuya acaba atrapat en una de les seves històries i en Kyōsuke ha de treure'l. En la segona pel·lícula, han aconseguit cert èxit publicant revistes per a noies.
A la versió catalana, Hernan Fernández és la veu d'en Seiji Komatsu, i Aleix Estadella, la d'en Kazuya Hatta.

### Kazuya Kasuga
En Kazuya Kasuga (春日 一弥, Kasuga Kazuya) és el cosí petit d'en Kyōsuke, que de fet, és com una versió petita d'ell. En diferents moments l'han confós amb el fill d'en Kyōsuke, o bé han fet referència al semblants que són. En Kazuya també té poders. Pràcticament només utilitza la telepatia, i rarament, la telequinesi. En Kyōsuke i en Kazuya poden intercanviar-se els cossos xocant amb els caps, i moltes històries amb en Kazuya comporten aquest intercanvi per evitar que ell hagi de patir alguna cosa desagradable (com haver de treure una càries) o "ajudar" en Kyōsuke a triar una de les noies. Al manga, en Kazuya té dues amigues, creant una situació similar amb la d'en Kyōsuke, la Madoka i la Hikaru. En Kazuya és doblat, a la versió catalana, per Elisabet Bargalló.

### Akane Kasuga
L'Akane Kasuga (春日 あかね, Kasuga Akane) és la germana gran d'en Kazuya, de la mateixa edat que en Kyōsuke. És força gallimarsot, i intimida a en Komatsu i en Hatta. L'Akane pot fer servir els poders per fer veure il·lusions a les persones. Només va fer servir els poders per fer que sembli persones diferents; és desconegut si pot crear altres tipus d'il·lusions. Les il·lusions semblen ser tant aurals com visuals. Al manga, aquest poder només funciona a la persona a la qual és dirigida, per tant probablement és una barreja entre telepatia i hipnosi, poders que tenen altres membres de la família Kasuga. A l'anime els fa servir amb en Hatta i en Komatsu a la vegada.
Al manga, l'Akane s'enamora de la Madoka, creant situacions on ella es fa passar per en Kyōsuke per veure què senten els dos sobre l'altre. La majoria d'aquestes situacions acaben malament per ella i, sorprenentment, bé per en Kyōsuke. A l'anime, l'Akane té els mateixos poders que en Kyōsuke, la Manami i la Kurumi, a més del poder de crear il·lusions.
L'aparença de l'Akane al manga i l'anime és força diferent. Al manga sembla una barreja de la Kurumi i de la Manami, mentre que a l'anime el seu cabell és més curt i fosc, la seva cara és més dura, i té ulls morats. L'Akane només apareix en dues OVAs (on està bojament enamorada de la Madoka), però no a la sèrie de televisió. Apareix molt més sovint al manga, essent pràcticament un personatge recurrent.

### Yūsaku Hino
En Yūsaku Hino (火野 勇作, Hino Yūsaku, voice: Masami Kikuchi) sorgeix com un potencial rival d'en Kyōsuke per quedar-se amb la Hikaru, amb la qual és amic des que eren petits. Un dia, en Yūsaku li va demanar de casar-se amb ella i li va contestar, bromejant, que ho faria si es tornés més fort i segur de si mateix. Això va fer que comencés a practicar karate. En Yūsaku veu en Kyōsuke com un faldiller, i el gran rival en la conquesta de la Hikaru. Desafortunadament per ell, sol estar molt nerviós i incapaç de parlar davant de la Hikaru. Degut a això, la Hikaru no s'adona dels seus sentiments, i moltes vegades s'enfada amb ell per coses que fa. La veu d'en Yūsaku a la versió catalana és de Manel Gimeno.

### Sayuri Hirose
La Sayuri és una noia molt bonica que només apareix al manga, i que sota la màscara d'una noia innocent i pura amaga una ment obsessionada amb trencar el màxim de cors de nois possibles. Duu un llibre on registra els nois que ha deixat amb el cor trencat. La primera vegada que es troba amb en Kyōsuke, ell la deixa per anar-se'n caminant cap a classe amb la Madoka. Degut a això, la Sayuri s'obsessiona amb els dos, i intenta trencar la seva relació. La majoria de vegades ho fa dient a la Madoka que li robaria en Kyōsuke, i després fent el rol de noia que pateix amb en Kyōsuke. Afortunadament, les tàctiques acaben malament.
Com que primer veu en Kyōsuke amb la Madoka, la Sayuri creu que els dos estan sortint. Malgrat que una vegada la Sayuri veu en Kyōsuke amb la Hikaru, no s'intueix que s'adoni que la Hikaru és l'única que obertament diu que és la nòvia d'en Kyōsuke. Això la fa un personatge clau al manga, ja que és la que diu a la Hikaru que en Kyōsuke i la Madoka tenen una relació, desencadenant el final de la història.

### Hiromi
La Hiromi només apareix al manga. Era companya de classe d'en Kyōsuke al seu antic institut, i la van transferir a l'institut Kōryō a la meitat del manga. Gaudeix embolicant-se amb el cap d'en Kyōsuke, i ningú (Kyōsuke inclòs) sap si la Hiromi coneix res dels poders.

### Ushiko i Umao
L'Ushiko i l'Umao (牛子 and 馬男, Ushiko and Umao) són una parella acabada de casar que serveix com un dels esquetxos inicials de la sèrie de televisió. Les seves aparicions als capítols de televisió solen consistir a dir-se el mateix l'un a l'altre (normalment els seus noms), seguit d'un esdeveniment caòtic que inclou en Kyōsuke o algun altre personatge principal, a vegades en situacions absurdes. A la pel·lícula Kimagure: m'agradaria tornar a aquest dia, només apareix l'Umao, que apareix aguantant un bebè plorant i pregant perquè l'Ushiko torni amb ell. La veu de l'Umao a la versió catalana és de Jordi Pineda.
Els noms de l'Ushiko i l'Umao es refereixen a animals: "Ushi" significa "vaca" en japonès, i "uma" significa "cavall".

### Jingoro
En Jingoro (ジンゴロ, Jingoro) és el gat que tenen els Kasuga a l'anime. No apareix al manga. En Jingoro rep el seu nom de l'escultor de fusta del període Edo Hidari Jingorō, que es creu que va tallar la famosa escultura Gat Dorment al Nikkō Tōshō-gū. En Jingoro sovint és víctima de l'ús dels poders de la Manami i la Kurumi. Degut a això, normalment intenta escapar-se de casa dels Kasuga.

## Banda sonora
La majoria de cançons van ser compostes per Shirō Sagisu. En català s'han doblat també totes aquestes cançons.

### Anime

#### Openings
1. Night of Summer Side (Nit a la riba de l'estiu) de Masanori Ikeda (capítols 1 a 19).
2. Orange Mystery (オレンジ・ミステリー) (Misteri taronja) de Nagashima Hideyuki (capítols 20 a 36).
3. Kagami no Naka no Actress (鏡の中のアクトレス) (Actriu al mirall) de Nakahara Meiko (capítols 37 a 48). Veu d'Íngrid Morral a la versió catalana.

#### Endings
1. Natsu no Mirage (夏のミラージュ) (Miratge d'estiu) de Wada Kanako (capítols 1 a 19). Veu d'Íngrid Morral a la versió catalana.
2. Kanashii Heart wa Moete-iru (悲しいハートは燃えている) (Cor trist i ardent), de Wada Kanako (capítols 20 a 36). Veu d'Íngrid Morral a la versió catalana.
3. Dance in the Memories (ダンス・イン・ザ・メモリーズ) (Ballo en els records), de Nakahara Meiko (capítols 37 a 48). Veu d'Íngrid Morral a la versió catalana.

### Openings d'OVAs
1. Kagami no Naka no Actress (鏡の中のアクトレス) (Actriu al mirall), de Nakahara Meiko (OVAs 1 i 2). Veu d'Íngrid Morral a la versió catalana.
2. Choose Me (チューズ・ミー) (Tria'm), de Tsubokura Yuiko (OVAs 3 a 8). Veu de Txell Sota a la versió catalana.

### Endings d'OVAs
1. Dance in the Memories (ダンス・イン・ザ・メモリーズ) (Ballo en els records), de Nakahara Meiko (OVAs 1 i 2). Veu d'Íngrid Morral a la versió catalana.
2. Tokidoki Blue (ときどきBlue) (De vegades blau), de Tachibana Yuka (OVAs 3 a 6).
3. Mou Hitotsu no Yesterday (もうひとつのイエスタデイ) (Un ahir més), de Wada Kanako (OVAs 7 i 8). Veu de Txell Sota a la versió catalana.

### Pel·lículaKimagure: m'agradaria tornar a aquest dia
- Futashika na I LOVE YOU (不確かなI LOVE YOU) (Un incert "T'ESTIMO"), de Wada Kanako.
- Tori no you ni (鳥のように) (Com un ocell), de Wada Kanako.
- Ano Sora wo Dakishimete (あの空を抱きしめて) (Abraça aquest cel), de Wada Kanako.

### Pel·lículaNew Kimagure Orange Road Movie ~ And, The Beginning of that Summer
- Day Dream ~Soba ni Iruyo (Fantasia~Estic al teu costat), d'Agua.